# 大安区域
大安区域（テアンくいき）は、朝鮮民主主義人民共和国の南浦特別市にある区域。

## 地理
南浦特別市東部に位置する。

## 行政区域
8洞・3里を管轄する。
- 金山洞（クムサンドン）
- 大安洞（テアンドン）
- 大井洞（テジョンドン）
- 徳誠洞（トクソンドン）
- セマウル洞（セマウルトン）
- 玉水洞（オクスドン）
- 恩徳洞（オンドクトン）
- 忠誠洞（チュンソンドン）
- 多美里（タミリ）
- 吾新里（オシンニ）
- 月梅里（ウォルメリ）

## 歴史
この節の出典
- 1983年3月 - 南浦直轄市大安市忠誠洞・徳誠洞・恩徳洞・大安洞・玉水洞・金山洞・セマウル洞・大井洞をもって、大安区域を設置。(8洞)
- 1984年 - 龍岡郡吾新里・多美里・月梅里を編入。(8洞3里)
- 2004年1月 - 南浦直轄市の廃止に伴い、平安南道大安郡となる。(8洞3里)
- 2010年 - 南浦特別市の設置に伴い、南浦特別市大安区域となる。(8洞3里)

### 大安市
- 1978年3月 - 平安南道龍岡郡大安労働者区・大井里および立松里・城岩里の各一部、江西郡江西邑・徳興里・堡山労働者区・三墓里・水山里・薬水里・箴津里・青山里・台城里・降仙労働者区・高昌里・宝鳳里をもって、平安南道大安市を設置。(31洞10里)
  - 大安労働者区の一部が分立し、大安洞・徳誠洞・忠誠洞・金山洞・玉水洞が発足。
  - 城岩里・立松里および大安労働者区の残部が合併し、恩徳洞が発足。
  - 江西邑が分割され、岐山洞・岐陽洞・楽園洞・文化洞・鳳翔洞・産業洞・センムル洞・棲鶴洞・セギル洞・灘浦洞が発足。
  - 堡山労働者区が分割され、堡山洞・南山洞・聞天洞・観浦洞が発足。
  - 降仙労働者区の一部が分立し、達摩洞・烽火洞・相逢洞・セゴリ洞・サリ洞・駅前洞・中洞・泉内洞・天真洞・浦口洞が発足。
  - 降仙労働者区の残部・高昌里の一部が合併し、元井洞が発足。
- 1979年12月 - 南浦直轄市の成立により、南浦直轄市大安市となる。(31洞10里)
- 1981年 (34洞9里)
  - 大井里が分割され、大井洞・セマウル洞が発足。
  - 箴津里・高昌里・宝鳳里の各一部が合併し、前進洞が発足。
- 1983年3月 - 大安市廃止。
  - セギル洞・産業洞・センムル洞・岐陽洞・文化洞・楽園洞・鳳翔洞・前進洞・岐山洞・棲鶴洞・灘浦洞・南山洞・観浦洞・青山里・台城里・薬水里・箴津里・徳興里・三墓里・水山里が新設の江西区域に編入。
  - 忠誠洞・徳誠洞・恩徳洞・大安洞・玉水洞・金山洞・セマウル洞・大井洞が新設の大安区域に編入。
  - 駅前洞・相逢洞・サリ洞・天真洞・泉内洞・烽火洞・中洞・浦口洞・セゴリ洞・達摩洞・元井洞・堡山洞・聞天洞・宝鳳里・高昌里が新設の千里馬区域に編入。

## 工業
変圧器、発電機などの電気系の工業が盛ん。1961年には大安電気工場に金日成が社会主義工場管理システム（「大安の事業体系」）を導入した。2005年には中国企業との合弁でガラス精製工場が建設された。

## 交通
- 大安線：平南大安駅（大安貨物駅）